# Natalie E. Brown
Pour les articles homonymes, voir Brown.
Cet article possède un paronyme, voir Natalie Brown.
 (mars 2024).
Natalie E. Brown est diplomate américaine, au rang de ministre-conseiller. 

## Biographie

### Éducation
Brown obtient une licence de la Georgetown University School of Foreign Service en 1988 et a obtenu un master du US Marine Corps Command and Staff College en 1999.

### Carrière
En 2019, elle a été nommée ambassadrice en Ouganda et sa nomination a été confirmée le 6 août 2020. Elle succède à Deborah Ruth Malac, en poste depuis novembre 2015,,. Elle est arrivée en Ouganda le week-end du 31 octobre 2020 et a présenté ses lettres de créance le 17 novembre 2020. Elle est remplacée en 2023,.
Elle a auparavant été chef de mission et chargée d'affaires de l'ambassade des États-Unis à en Érythrée de septembre 2016 à novembre 2019,.
Brown parle français et arabe et a étudié l'italien, l'allemand, l'amharique et le tigrinya.